# Bagas
 Bagas  es una población y comuna francesa, situada en la región de Nueva Aquitania, departamento de Gironda, en el distrito de Langon y cantón de Réole.

## Demografía
| 202 | 200 | 197 | 158 | 144 | 173 |
| Para los censos de 1962 a 1999 la población legal corresponde a la población sin duplicidades (Fuente: INSEE [Consultar]) |     |     |     |     |     |